# Aire-sur-la-Lys
Aire-sur-la-Lys (niederländisch Ariën aan de Leie) ist eine französische Stadt mit 9.568 Einwohnern (Stand 1. Januar 2022) im Département Pas-de-Calais in der Region Hauts-de-France; sie gehört zum Arrondissement Saint-Omer und zum Kanton Aire-sur-la-Lys.

## Geographie
In der Stadt Aire-sur-la-Lys endet der Canal d’Aire und findet seine Fortsetzung im Canal de Neuffossé, der die Stadt nördlich umgeht. Beide gehören zu einer Kette von Kanälen, die für Schiffe mit einer Ladekapazität von bis zu 3000 Tonnen ausgebaut wurden und den Großschifffahrtsweg Dünkirchen-Schelde bildet. Die ursprüngliche Streckenführung der Kanäle hat die Stadt durchquert und ist noch als Stadthafen erhalten.
Weiters wird die Stadt vom Fluss Leie (frz.: Lys) in West-Ost-Richtung passiert, der den Großschifffahrtsweg quert und weiter als kanalisierter Fluss ebenfalls der Schifffahrt zur Verfügung steht.

## Geschichte
Aire-sur-la-Lys wurde erstmals um 855 erwähnt, als sich an der Stelle der heutigen Stadt nur ein Kloster befand, das die Normannen später zerstörten; doch wurde die Existenz dieses Klosters auch bestritten.  Die Grafen von Flandern gründeten jedenfalls dann dort ein Schloss und Graf Balduin V. erbaute außerdem ab etwa 1059 die Kollegiatkirche Saint-Pierre. Graf Robert II. verlieh den Einwohnern des Ortes 1093 oder 1101 einige Freiheiten, und die Bürger kauften ihrem Oberherrn gleichzeitig erste Gemeindegrundstücke ab. Die Privilegien der Bürger wurden im Laufe des 12. Jahrhunderts mehrmals bestätigt. Erhalten blieb allerdings erst die Aire 1188 von Graf Philipp von Elsass zugestandene Stadtcharta (sog. charte de l’Amitié), welche die bereits früher erteilten kommunalen Freiheiten erneut anerkannte. Die l’Amitié (amicitae communis) war eine Vereinigung von solidarischen, durch Eid miteinander verbundenen Bürgern, die administrative und richterliche Befugnisse hatten. Die Magistrate dieses Bundes waren der an der Spitze stehende Ruward (praefectus amicitiae) sowie zwölf Geschworene (selecti judices). Im Laufe des 13. Jahrhunderts erhielten diese Magistrate die üblicheren Bezeichnungen mayeur (Bürgermeister) und échevins (Schöffen). Der Oberherr ließ seine Amtsgewalt zuerst durch einen Kastellan, der das Schloss von Aire beaufsichtigte, und später durch einen Bailli wahrnehmen.
Aire war Teil der Mitgift Isabellas von Hennegau, als diese 1180 König Philipp II. August heiratete, der ebenfalls die charte de l’Amitié bestätigte. Bereits 1198 eroberte aber Graf Balduin IX. von Flandern Aire und konnte es im Frieden von Péronne 1200 behalten. Ferdinand von Portugal musste die Stadt 1212 wieder herausgeben. 1237 wurde Aire Teil der Grafschaft Artois. Gräfin Margarete gab der Stadt 1374 neue, sehr oligarchische Satzungen; die Stadtverwaltung lag nun in den Händen einiger ihrem Oberherrn treu ergebener Familien. Margaretes Enkelin, die Gräfin Margarete III. von Flandern, heiratete Philipp den Kühnen, und in der Folge fiel Aire 1384 an das Herzogtum Burgund. Der spätere Herzog Philipp der Gute führte 1415 in Aire das feierliche Leichenbegängnis seiner beiden in der Schlacht von Azincourt getöteten Onkeln durch. Nach dem Tod Karls des Kühnen (1477) bemächtigte sich König Ludwig XI. 1482 der Stadt.
Bereits 1498 übergab aber Ludwig XII. Aire an den Erzherzog Philipp den Schönen, wodurch es an das Haus Österreich kam. Karl V. bestätigte 1516 seine Privilegien. Die Franzosen unter dem Marquis von Melleray eroberten die Stadt am 26. Juli 1641 nach zweimonatiger Belagerung, verloren sie aber bereits am 7. Dezember 1641 wieder an die Spanier. Der Pyrenäenfriede (1659) beließ Spanien im Besitz von Aire. Der Marschall von Humières nahm die Stadt am 31. Juli 1676 ein, die damit erneut an Frankreich kam. Vauban, der an ihrer Erstürmung mitgewirkt hatte, modernisierte ihre Festungswerke. Im Spanischen Erbfolgekrieg setzten sich Marlborough und Prinz Eugen am 8. November 1710 in den Besitz der Stadt, doch ging sie im Frieden von Utrecht (1713) endgültig an Frankreich über.

### Bevölkerungsentwicklung
| Jahr                       | 1962 | 1968 | 1975 | 1982 | 1990 | 1999 | 2006 | 2015 | 2022 |
| -------------------------- | ---- | ---- | ---- | ---- | ---- | ---- | ---- | ---- | ---- |
| Einwohner                  | 8652 | 9179 | 9184 | 9535 | 9529 | 9655 | 9606 | 9853 | 9568 |
| Quellen: Cassini und INSEE |      |      |      |      |      |      |      |      |      |

## Sehenswürdigkeiten
- Die Pfarrkirche St-Pierre d’Aire-sur-la-Lys ist eine am Standort eines verfallenen Vorgängerbaus größtenteils im 16. Jahrhundert im spätgotischen Flamboyant-Stil errichtete ehemalige Kollegiatkirche. Der erst im Jahr 1624 vollendete Turm wurde im 18. Jahrhundert nach einem Einsturz wieder aufgebaut. Das Gebäude dient seit dem Jahr 1802 als Pfarrkirche. Es ist seit 1862 als Monument historique klassifiziert und steht als solches unter Denkmalschutz. Die im August 1944 durch Bomben beschädigte Apsis wurde originalgetreu rekonstruiert. Die Fundamente der älteren, auf Anordnung Balduins V. von Flandern ab etwa 1059 erbauten und im Jahr 1166 von Bischof Milon I. von Thérouanne geweihten romanischen Kirche wurden ab 1983 unter dem Chor freigelegt. Sie sind dank einer Glasplatte im Boden zu betrachten. Hervorzuheben ist das Orgelgehäuse (1633), das sich vor der Revolution in der Zisterzienserabtei von Clairmarais befand.

Sehenswert sind ebenfalls
- die Bailliage aus dem 17. Jahrhundert im flämischen Renaissancestil
- das Hôtel de Ville aus dem Jahr 1717
- der 45 Meter hohe Belfried aus der gleichen Zeit wie das Hôtel de Ville, der, aufgrund seiner Beschädigung durch ein Feuer, nach dem Ersten Weltkrieg wieder aufgebaut und im Jahr 2005 in die Liste des UNESCO-Welterbes aufgenommen wurde
- die Kapelle Saint-Jacques, ehemaliges Jesuitenkolleg, das zwischen 1682 und 1688 von Jean Beegrand gebaut wurde

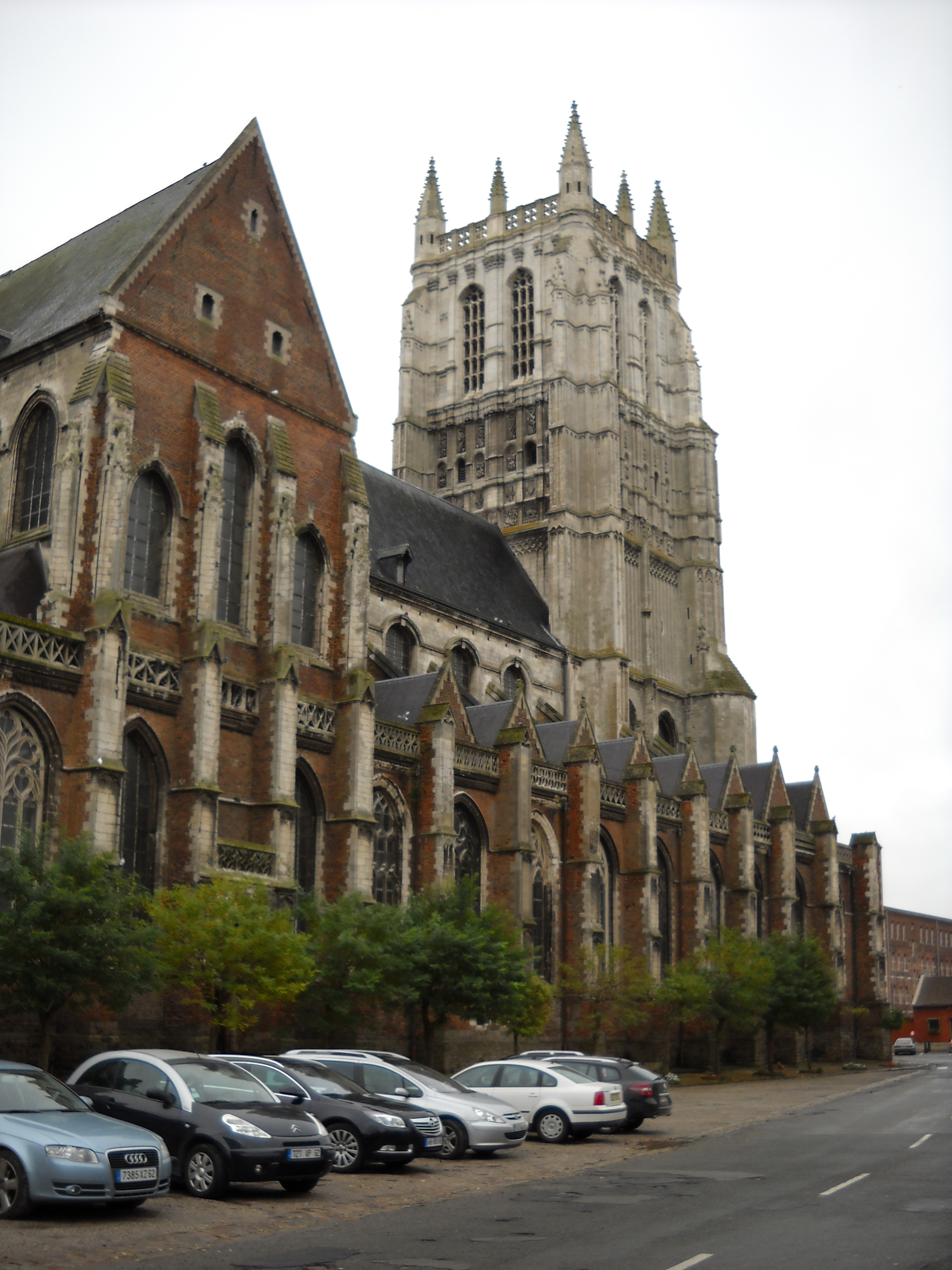
Kirche Saint-Pierre
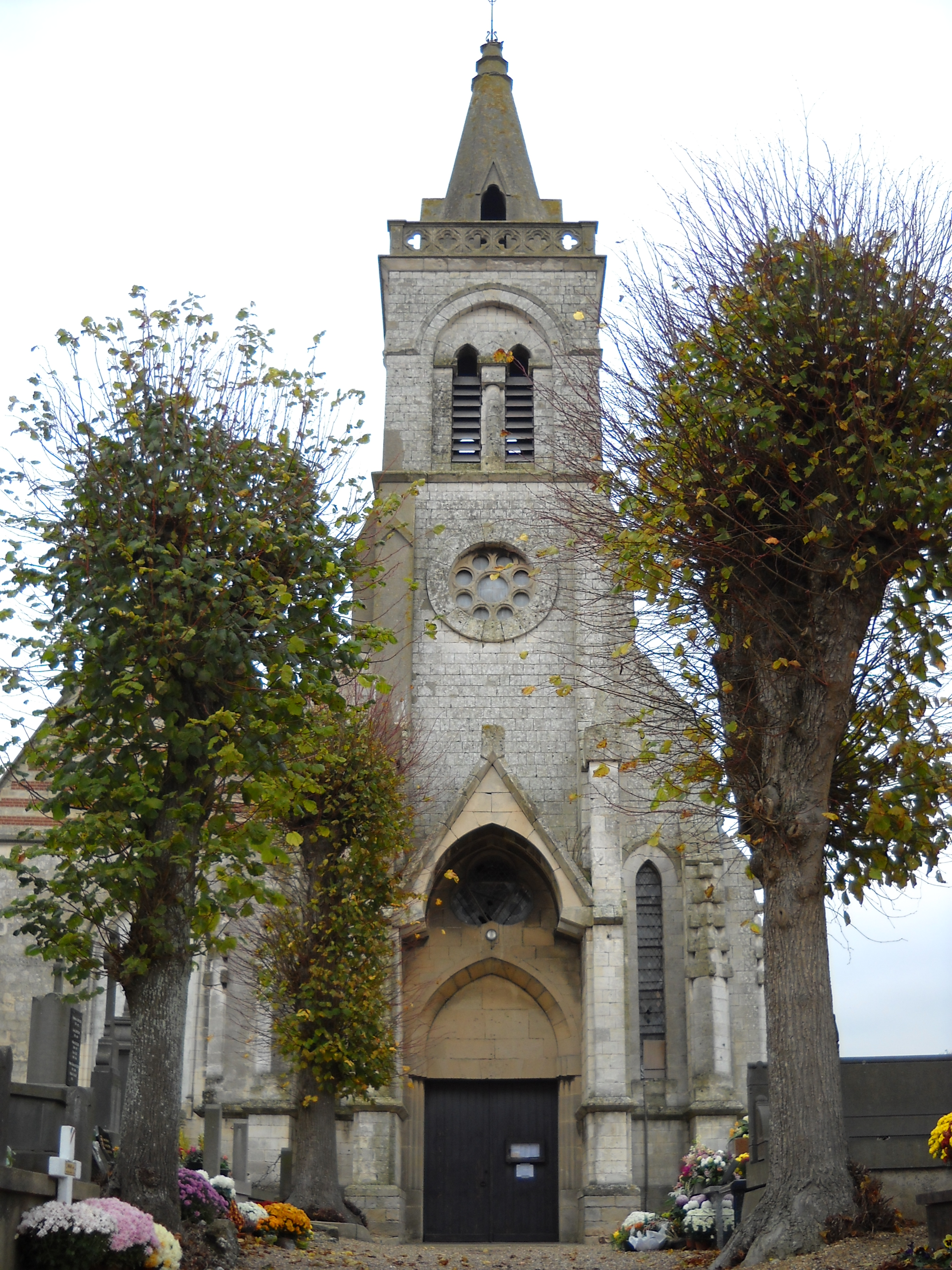
Kirche Saint-Quentin
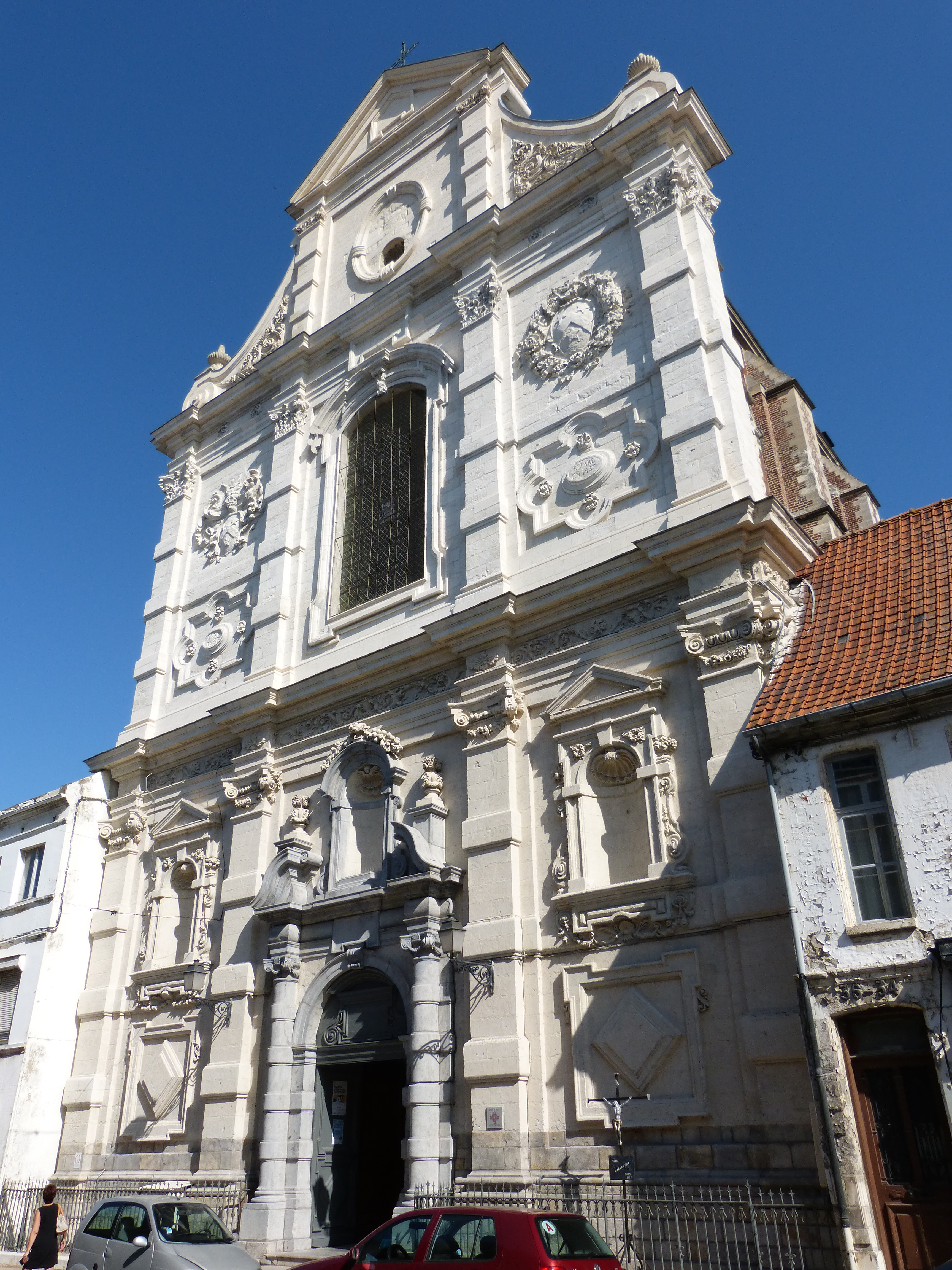
Kirche Saint-Jacques-Saint-Ignace
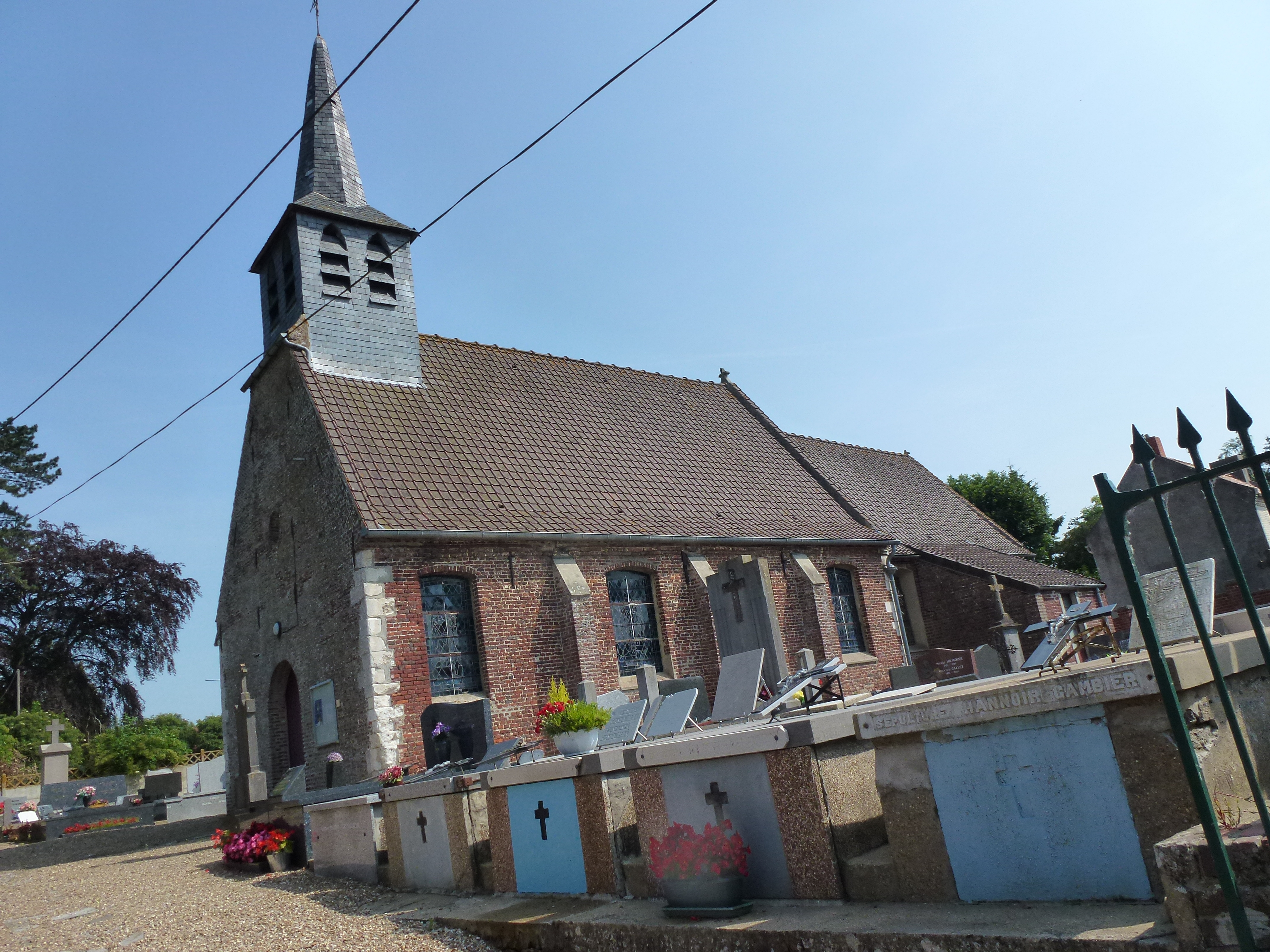
Kirche Saint-Martin
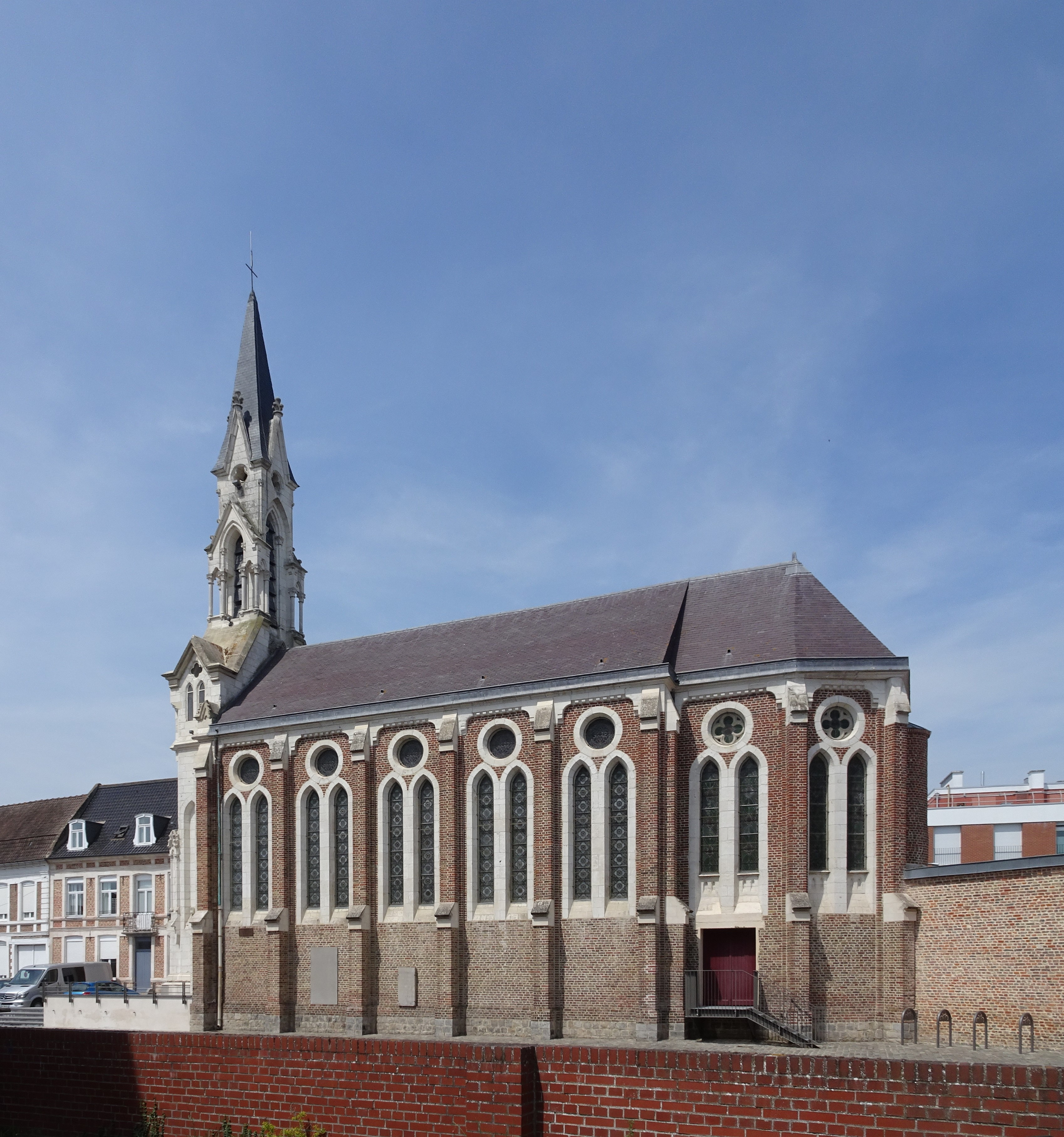
Hospizkapelle Beaudelle
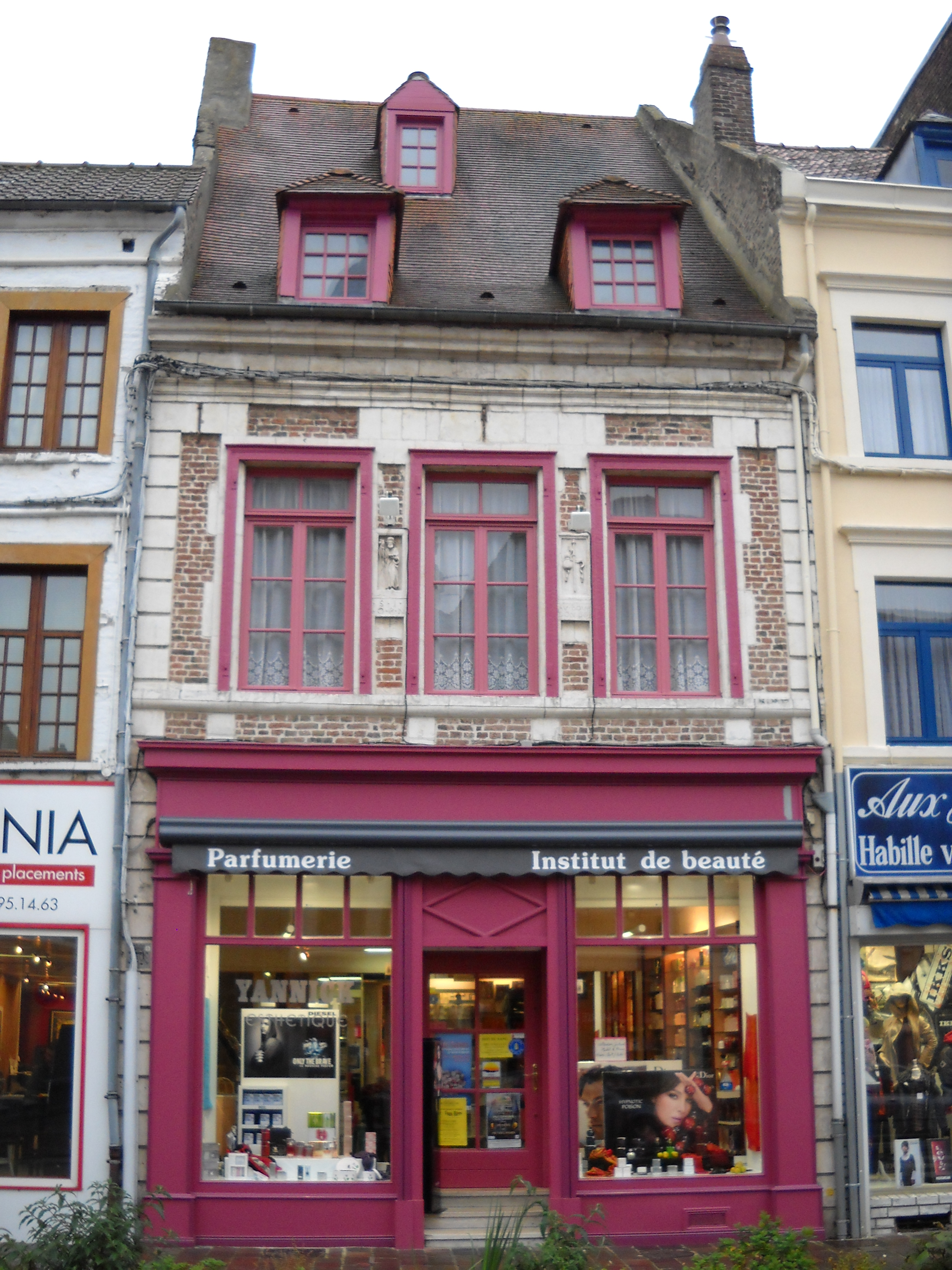
Geschäftshaus in der rue de Saint-Omer
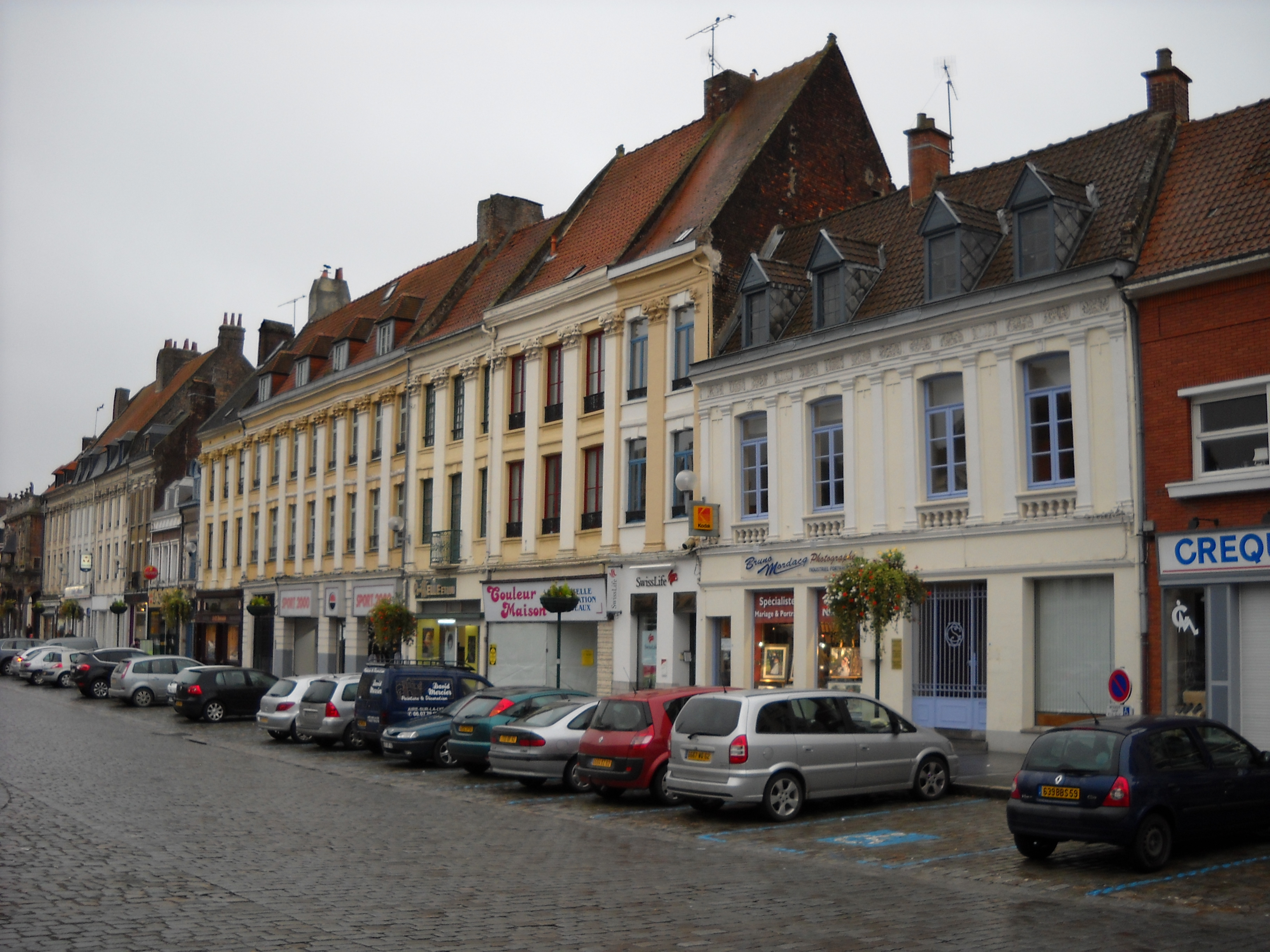
Häuser an der Grand Place
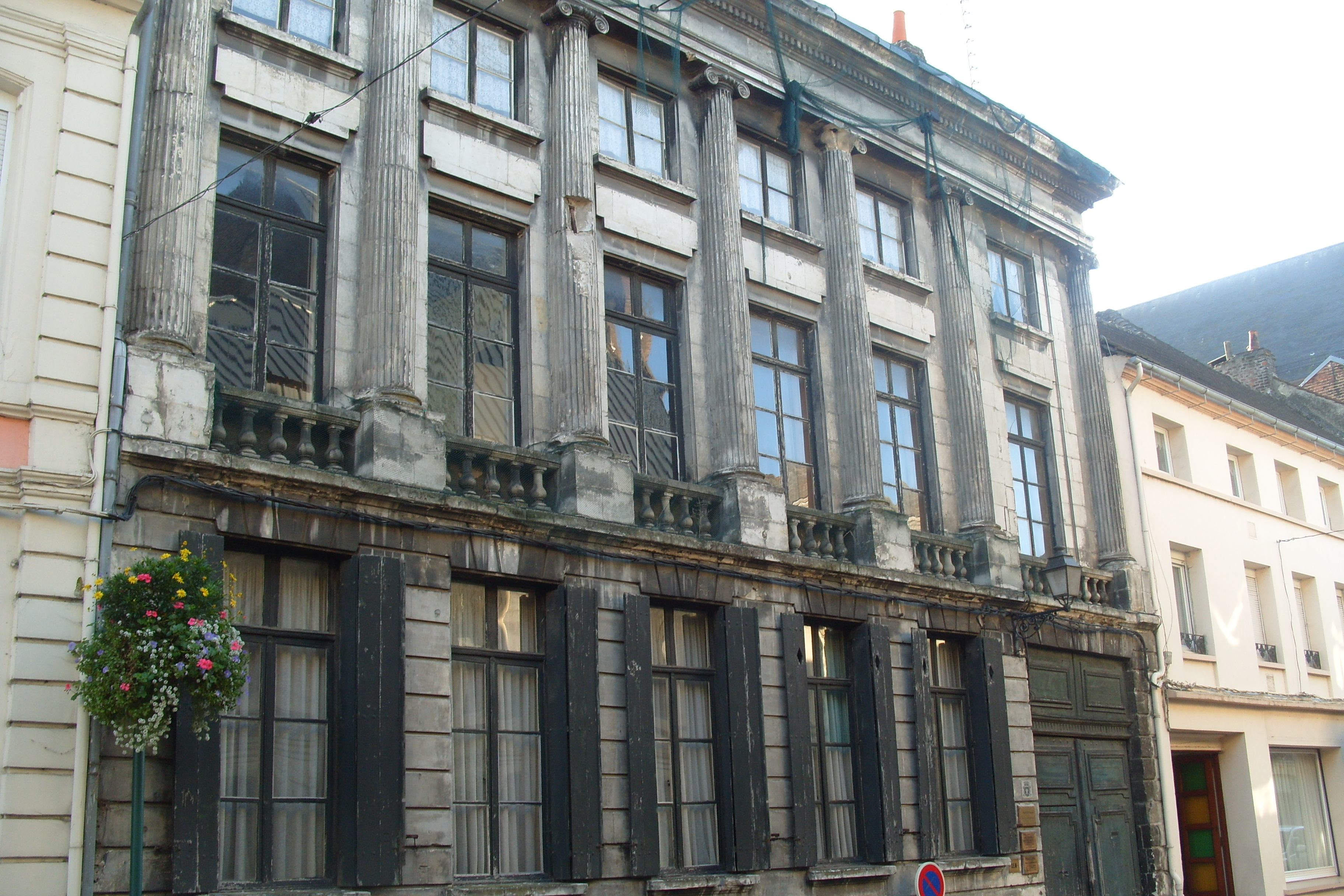
Hotel Orgeville

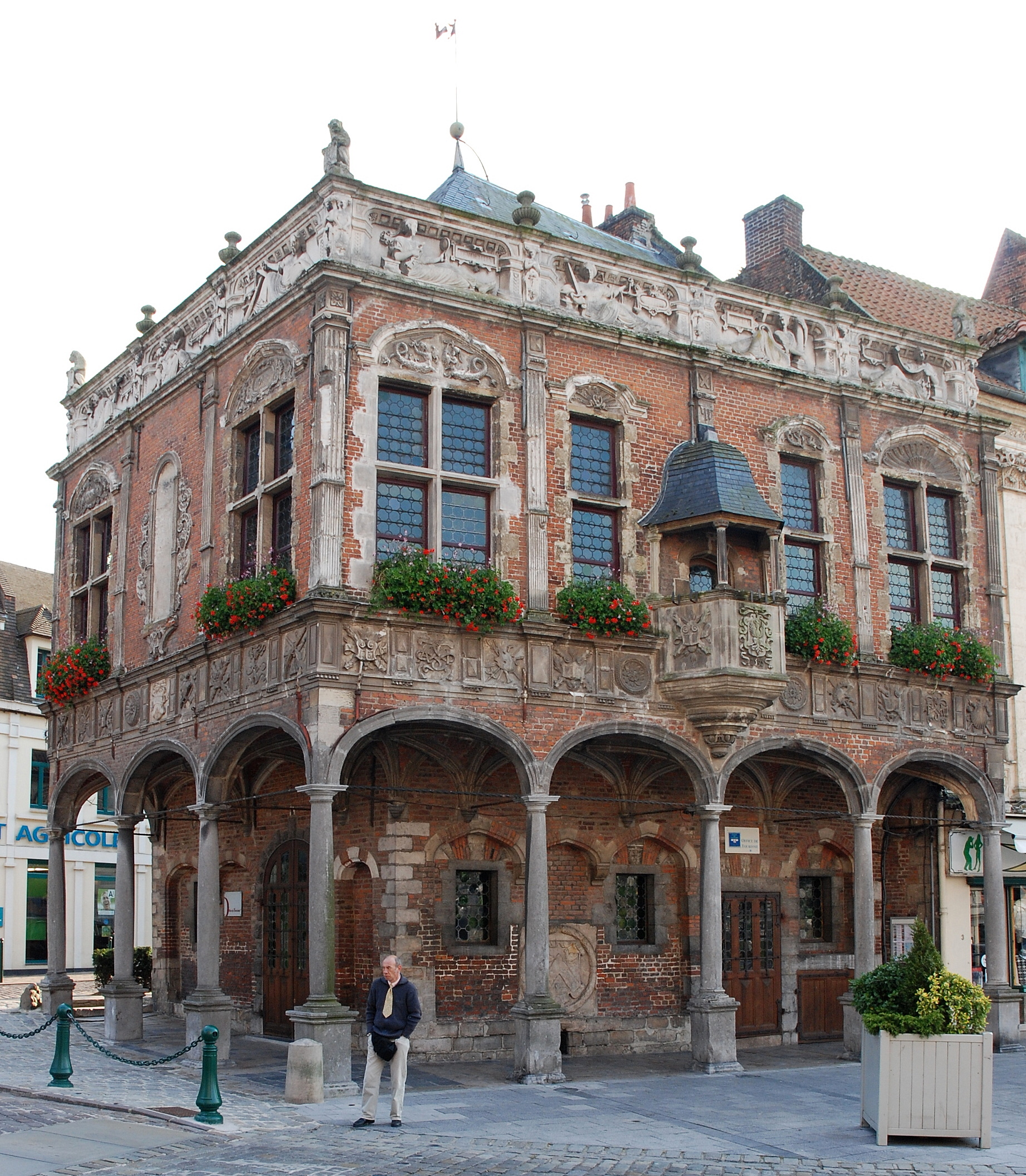
Vogteihaus
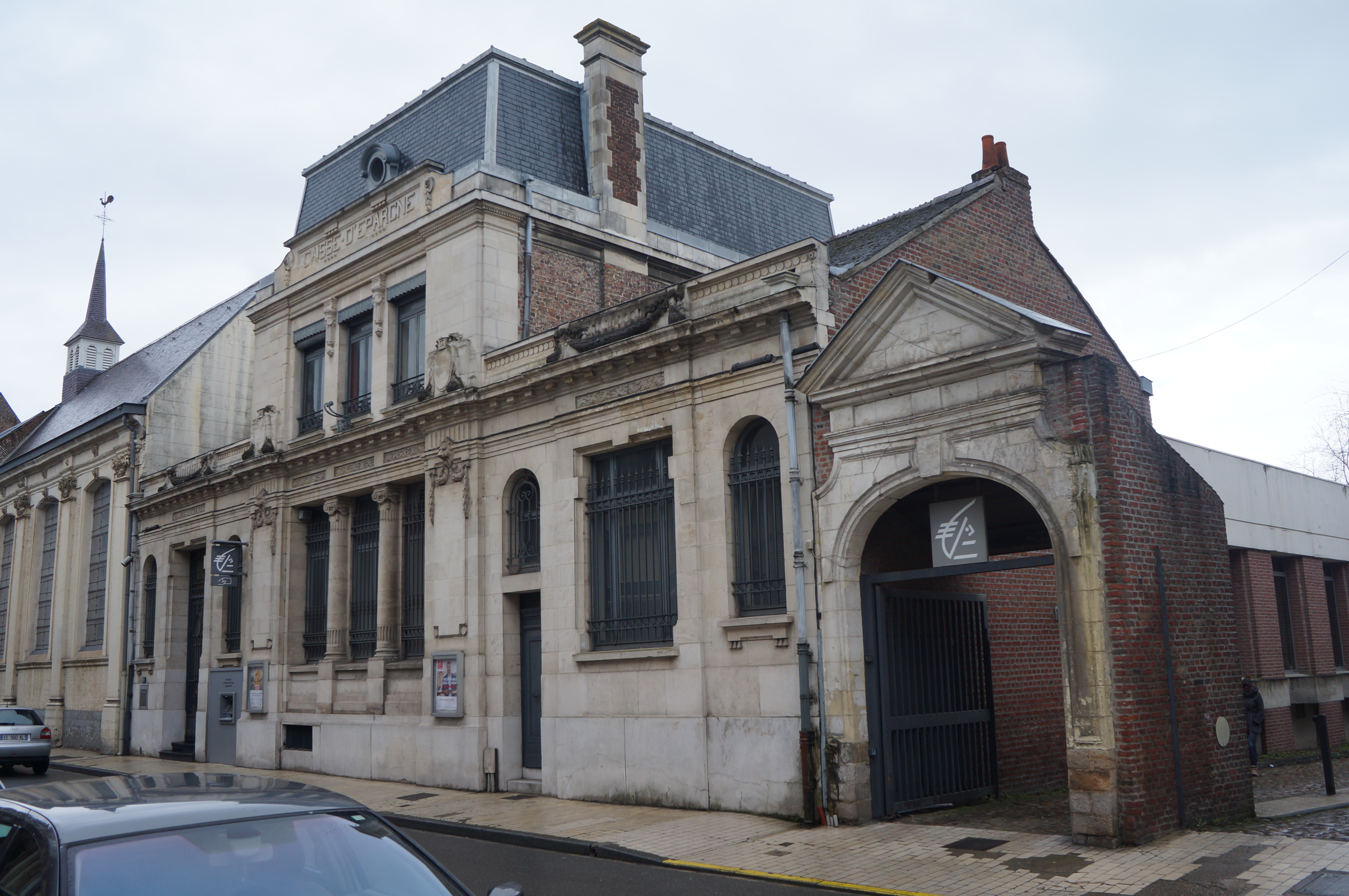
Sparkasse
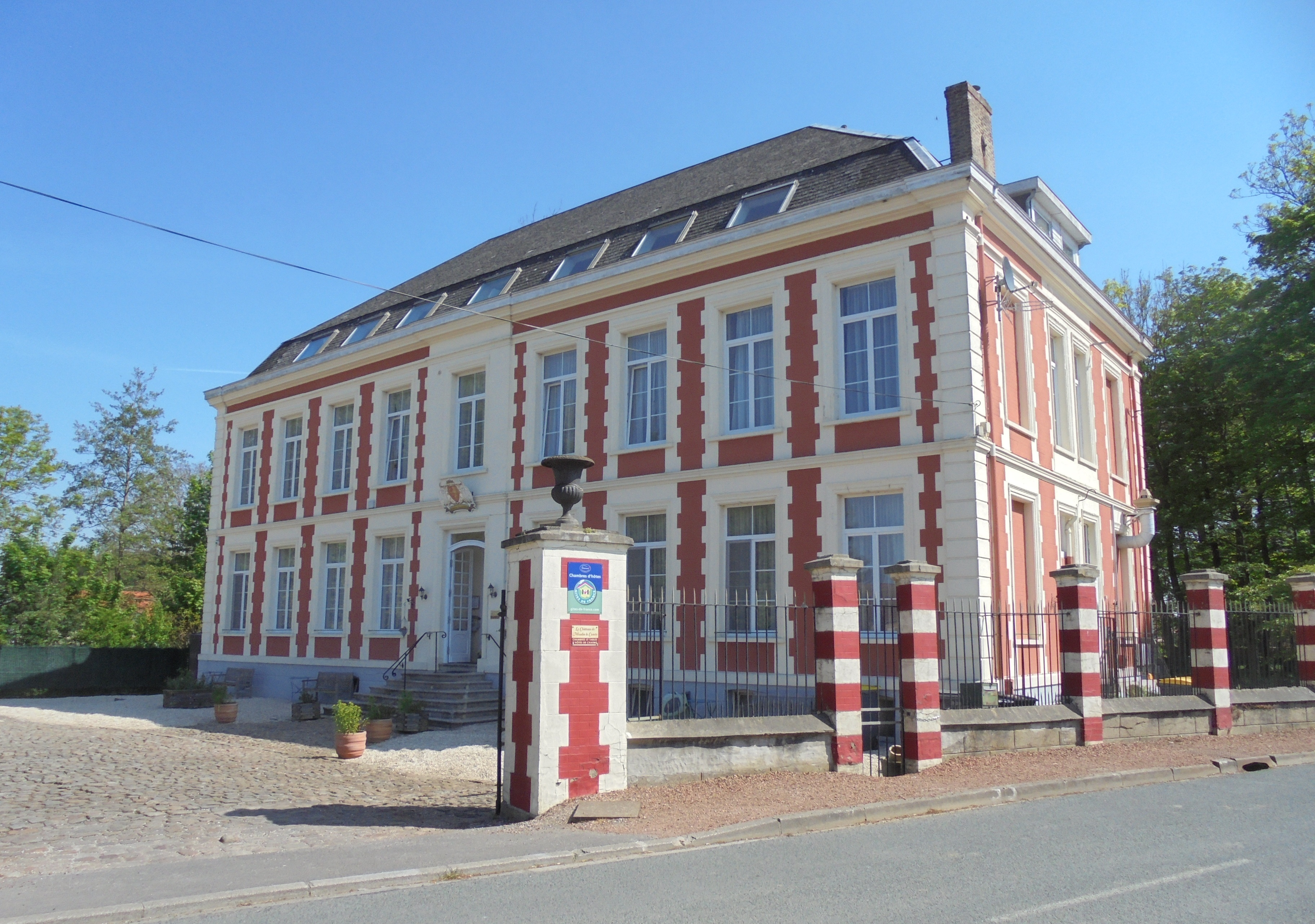
Château Le Moulin
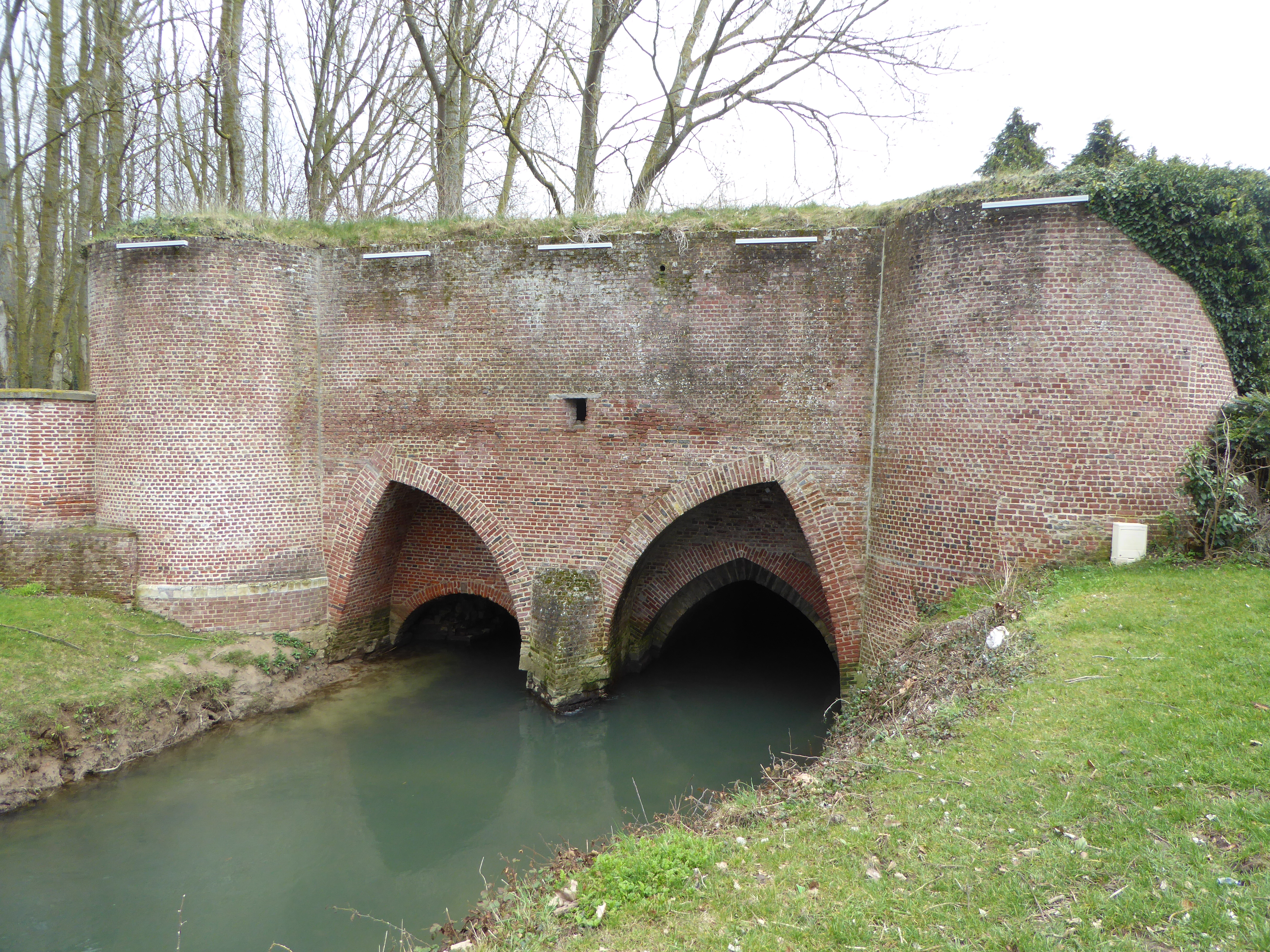
Wassertor in der alten Stadtbefestigung
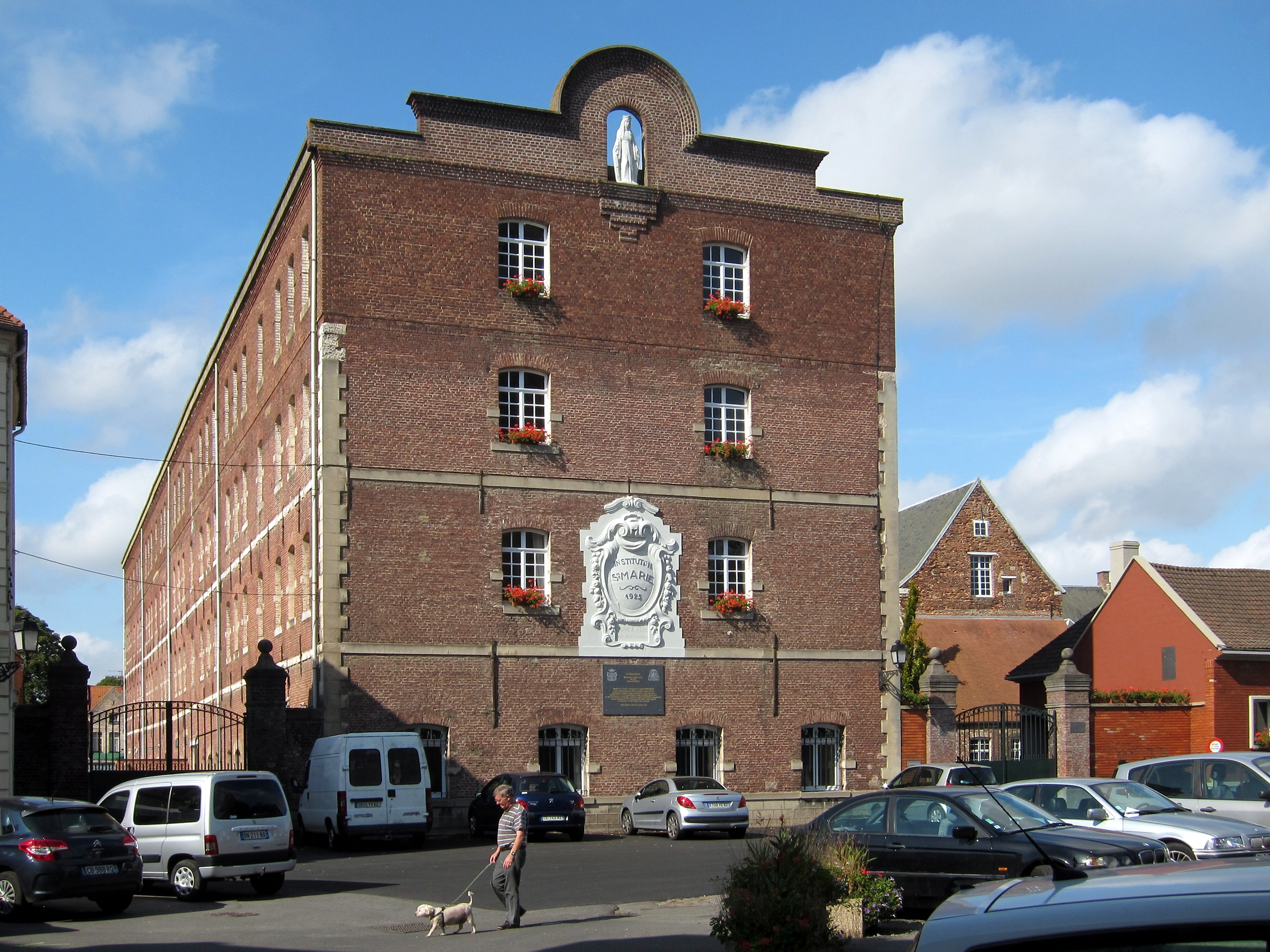
Collège Sainte-Marie
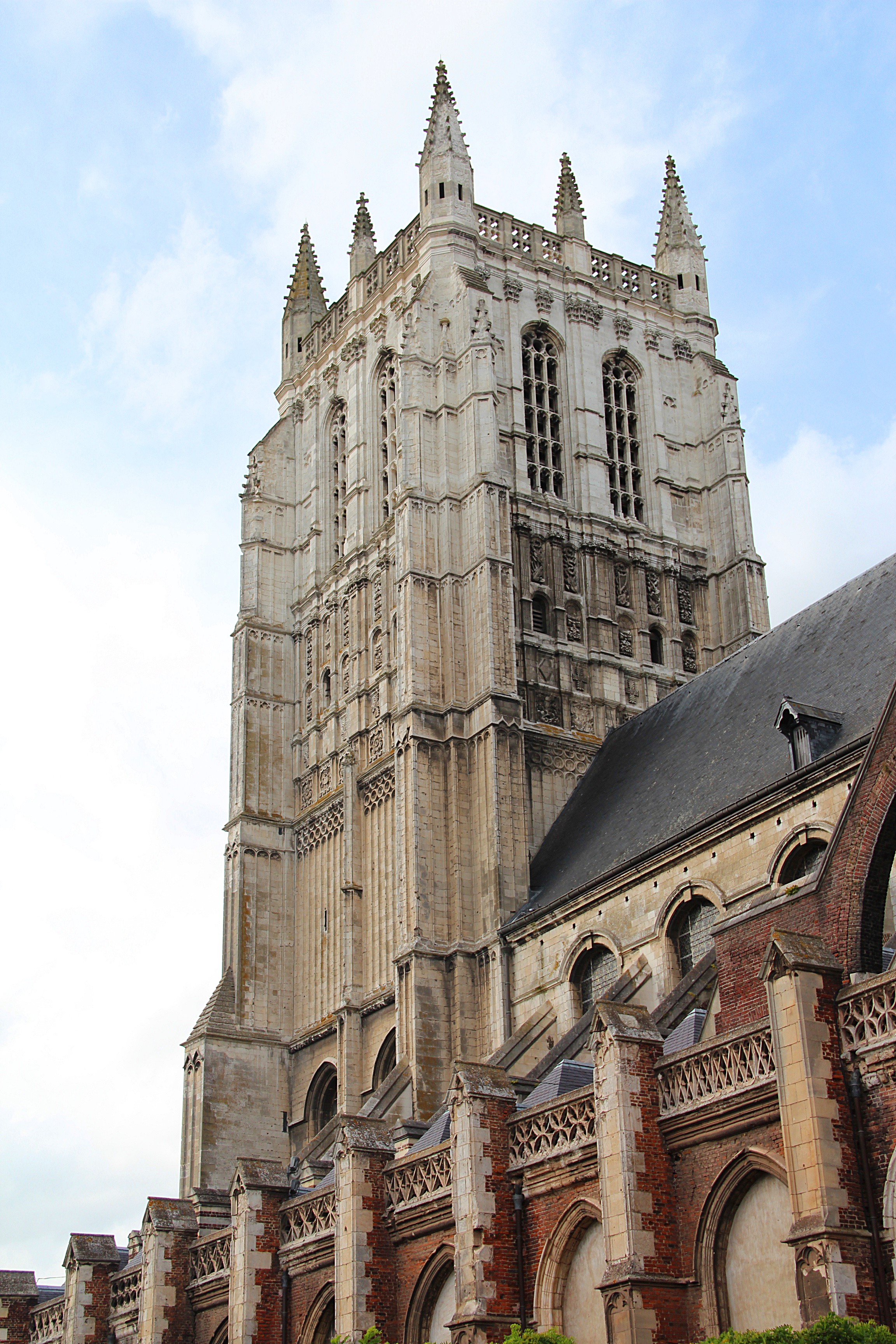
Hochschule Saint-Pierre
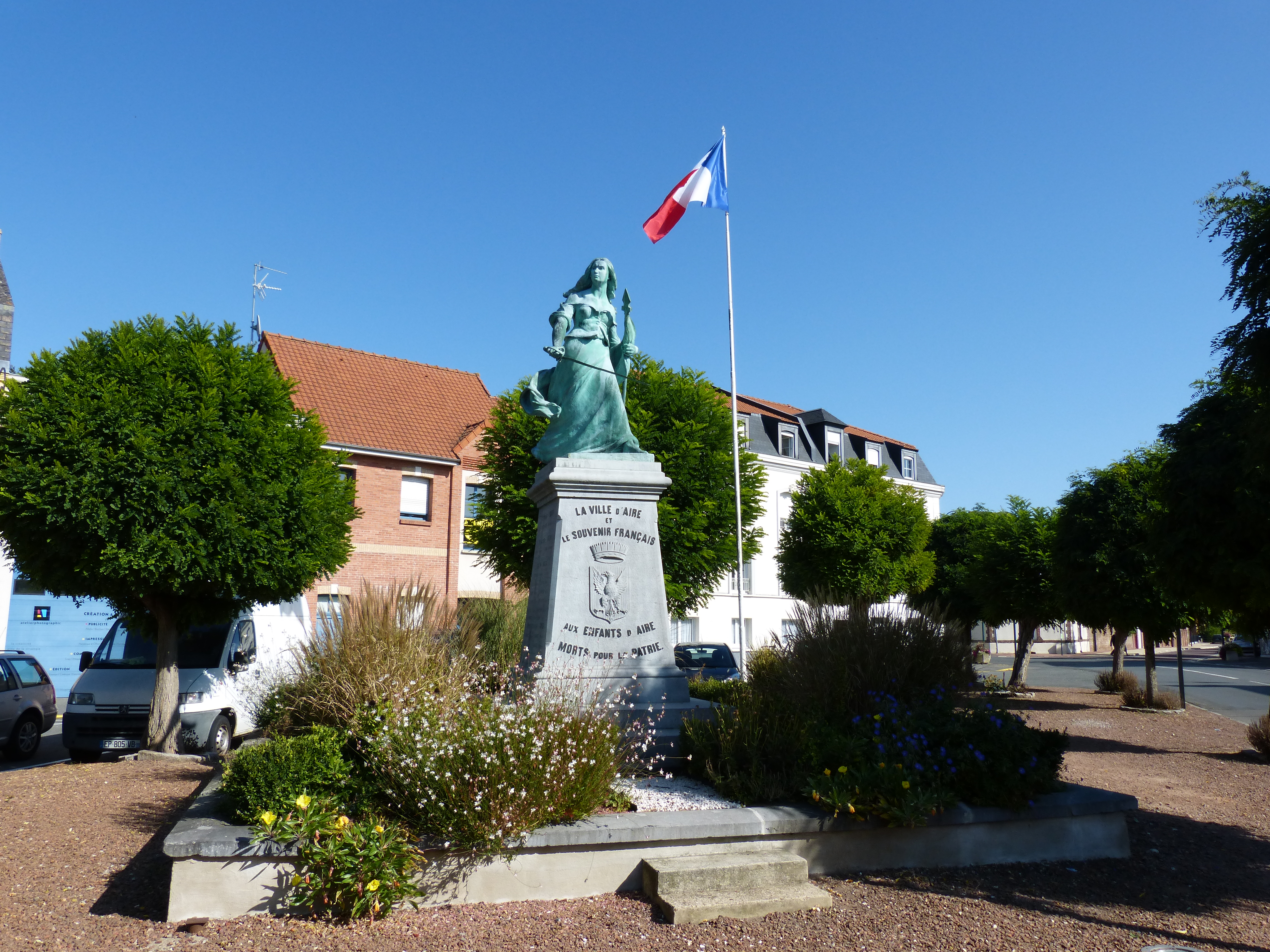
Gefallenendenkmal

## Persönlichkeiten, in Aire geboren
- Jean Berrier (1766–1824), Dramatiker, Poet und Journalist
- Lucien Baudens (1804–1857), Chirurg
- René Goblet (1828–1905), Politiker
- Eric de Bisschop (1891–1958), Abenteurer, Seefahrer und Ozeanist

## Städtepartnerschaft
- Lendringsen / Menden (Sauerland), Deutschland, seit 1965